# 手记 (苹果)
手记（英語：Journal therapy）是蘋果公司为iPhone开发的一款私人手记应用程序，于2023年苹果全球开发者大会首次宣布，并于同年12月11日与iOS 17.2正式共同发行。这款应用程序鼓励用户去创建能记录和反映自己想法和活动的手记项目。

## 功能
这款应用程序在首页展示了用户之前的全部手记条目，在底端则放置了一个加号，点击即可创建新条目。这些条目可以由附件类型或書籤更快地查找。创建新条目时，手记将数据分组归并，根据用户全天的活动向用户提供在设备上生成的写作建议，例如包含在特定位置拍摄的多张照片的提示，或者包含以下内容的提示：记录的健身活动以及活动期间正在收听的播放列表。该应用程序还可以提供“反思”的提示语，这些提示为旨在激发用户开始写作的陈述或问题。
用户还可以在书写过程中手动将包括照片、视频、录音、位置标签、已完成的健身、最近的联系人和音乐播放列表等信息的数据添加到手记条目中。第三方开发人员可以选择将自己的数据集成到手记建议中，并且应用程序接口允许其他第三方手记应用程序使用相同的手记建议。
手记可以被锁定，以防止其他用户在没有密码或面容ID的情况下访问。用户还可以设置手记记录时间，在选定日期的设定时间收到通知，以鼓励自己持续记录。